# 포르쉐 박스터
포르쉐 박스터(Porsche Boxster)는 포르쉐 968의 후속모델로 1996년부터 생산되었다. 박스터는 당시 어려웠던 포르쉐의 사정을 해결하기 위해 만들어졌다. 박스터는 포르쉐 550 스파이더 이후의 처음 만드는 포르쉐의 로드카이기도 하다. 현재 뉴 박스터와 뉴 박스터s 기종이 판매되고 있다. 첫 코드네임은 986, 지금은 코드네임 718이다. 포르쉐 카이맨의 형제차이기도 하다.

## 986
1996년에 출시되었다.

## 987
2005년에 출시되었다.

## 981
2012년 3월 13일 제네바 모터쇼에서 발표되었다. 포르쉐 911과  포르쉐 918에 적용된 새로운 포르쉐 디자인 언어를 계승하였다. 2016년에 페이스 리프트를 거치며 718이라는 네이밍이 붙고, 코드네임이 바뀌었다.